# Ribeirão do Sul
Ribeirão do Sul – miasto i gmina w Brazylii, w stanie São Paulo. Znajduje się w mezoregionie Assis i mikroregionie Ourinhos.